# Krün

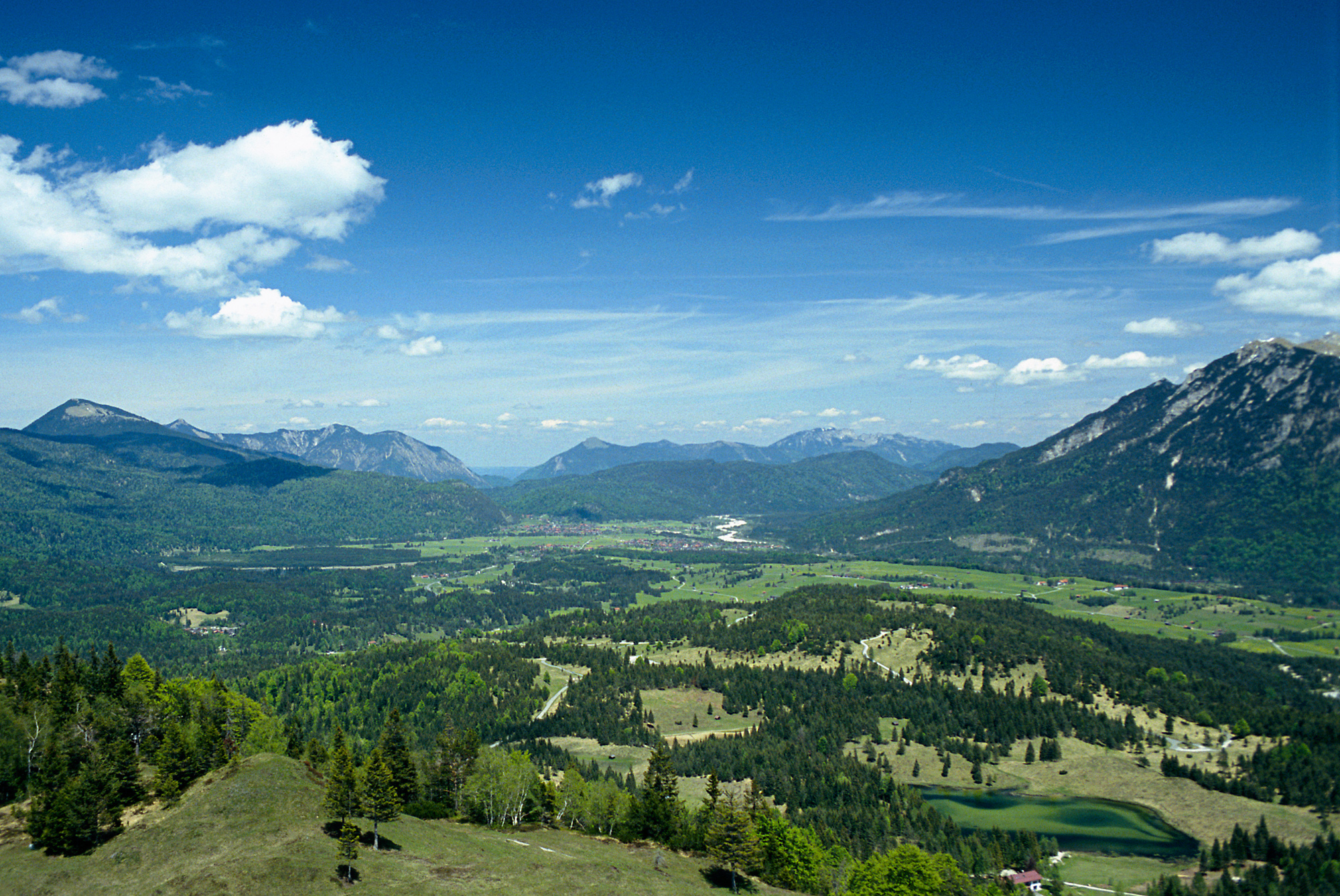
Widok z Kranzberga na Krün i Wallgau (w oddali)

Krün – miejscowość i gmina w Niemczech, w kraju związkowym Bawaria, w rejencji Górna Bawaria, w regionie Oberland, w powiecie Garmisch-Partenkirchen. Leży około 15 km na wschód od Garmisch-Partenkirchen, nad Izarą, przy drodze B2.

## Dzielnice
- Krün
- Klais
- Elmau

## Demografia
| Rok  | Liczba mieszk. |
| ---- | -------------- |
| 1970 | 1 551          |
| 1987 | 1 745          |
| 2000 | 1 961          |
| 2005 | 1 986          |

### Struktura wiekowa
Dane o ludności z 31 grudnia 2008:
| Opis                                | Ogółem | Ogółem | Kobiety | Kobiety | Mężczyźni | Mężczyźni |
| ----------------------------------- | ------ | ------ | ------- | ------- | --------- | --------- |
| Jednostka                           | osób   | %      | osób    | %       | osób      | %         |
| Populacja                           | 1922   | 100    | 968     | 50,36   | 954       | 49,64     |
| Wiek przedprodukcyjny (0–17 lat)    | 310    | 16,13  | 151     | 7,86    | 159       | 8,27      |
| Wiek produkcyjny (18–65 lat)        | 1206   | 62,75  | 589     | 30,65   | 617       | 32,1      |
| Wiek poprodukcyjny (powyżej 65 lat) | 406    | 21,12  | 228     | 11,86   | 178       | 9,26      |

## Polityka
Wójtem gminy jest Thomas Schwarzenberger z CSU, rada gminy składa się z 12 osób.
|      | CSU | BWG | FWG | AK | Razem |
| 2008 | 6   | 2   | 1   | 3  | 12    |
| 2002 | 4   | 3   | 2   | 3  | 12    |

## Oświata
W gminie znajduje się przedszkole (50 miejsc) oraz szkoła podstawowa.